# Czarownice z Eastwick
Czarownice z Eastwick (ang. The Witches of Eastwick) – film z 1987 roku, powstały na podstawie powieści Johna Updike’a pod tym samym tytułem. Główne role zagrali Jack Nicholson, Cher, Susan Sarandon i Michelle Pfeiffer.

## Fabuła
Akcja filmu dzieje się w fikcyjnym mieście Eastwick w Massachusetts. Opowiada o magicznych zdolnościach i rozwoju osobistym trzech głównych bohaterek – czarownic: Alexandry Medford, Jane Spofford i Sukie Ridgemont. Początkowo ich zdolności są niewielkie, jednak po spotkaniu Darryla Van Horne’a (Jack Nicholson) rozwijają się. Tajemniczy Darryl uwodzi każdą z kobiet i uczy je jak pogłębić ich magiczne zdolności oraz wywołuje skandal w mieście. Wkrótce kobiety zdają sobie sprawę, że Darryl oszukuje je i postanawiają pozbyć się go z ich życia.

## Obsada
- Jack Nicholson – Daryl Van Horne
- Cher – Alexandra Medford
- Susan Sarandon – Jane Spofford
- Michelle Pfeiffer – Sukie Ridgemont
- Veronica Cartwright – Felicia Alden
- Richard Jenkins – Clyde Alden
- Keith Jochim – Walter Neff
- Carel Struycken – Fidel
- Helen Lloyd Breed – Pani Biddle
- Caroline Struzik – Carol Medford

## Zdjęcia
Zdjęcia do filmu realizowane były w Bostonie, Cohasset, Ipswich, Scituate (Massachusetts) oraz w San Francisco i Beverly Hills (Kalifornia).

## Oddźwięk filmu w kulturze
- w piosence zespołu Die Sektor „All Turns White” słychać dialog z filmu
- tytuł oraz monolog występujący w utworze „Before You Snap” Yonderboia pochodzi z filmu